# Neolithodes
A Neolithodes a felsőbbrendű rákok (Malacostraca) osztályának tízlábú rákok (Decapoda) rendjébe, ezen belül a Lithodidae családjába tartozó nem.

## Rendszerezés
A nembe az alábbi 12 faj tartozik:
- Neolithodes agassizii (Smith, 1882)
- Neolithodes asperrimus Barnard, 1947
- Neolithodes brodiei Dawson & Yaldwyn, 1970
- Neolithodes bronwynae Ahyong, 2010
- Neolithodes capensis Stebbing, 1905
- Neolithodes diomedeae (Benedict, 1895)
- Neolithodes duhameli Macpherson, 2004
- Neolithodes flindersi Ahyong, 2010
- Neolithodes grimaldii (A. Milne-Edwards & Bouvier, 1894) - típusfaj
- Neolithodes nipponensis Sakai, 1971
- Neolithodes vinogradovi Macpherson, 1988
- Neolithodes yaldwyni Ahyong & Dawson, 2006